# Senat Sjedinjenih Američkih Država
Senat Sjedinjenih Američkih Država (eng. United States Senate) je gornji dom američkog Kongresa; donji dom je Dom predstavnika. Senat zasjeda u glavnom gradu SAD-a, Washingtonu, u zgradi Kongresa. 

## Sastav
Prema Ustavu SAD-a, Senat je sastavljen na principu ravnopravnosti država, te ga sačinjavaju po dva predstavnika (senatora) iz svake savezne države. Budući da SAD-e čini 50 federalnih država, Senat je sastavljen od 100 senatora. Mandat senatora je šest godina, a svi senatori su podijeljeni u tri razreda tako da se svaki druge godine jedna trećina Senata obnavlja.
Za senatora može biti izabrana osoba koja zadovoljava sljedeće uvjete:
- ima najmanje 30 godina starosti,
- najmanje je 9 godina državljanin SAD-a i
- koja je, u vrijeme izbora, nastanjena u državi koju želi predstavljati kao senator.

Predsjednik Senata je, prema Ustavu, potpredsjednik SAD-a koji, zbog svojih obveza u izvršnoj vlasti, svoju dužnost predsjedanja Senatom povjerava predsjedniku pro tempore koji je redovito najstariji senator vladajuće stranke. Potpredsjednik SAD-a sudjeluje u radu Senata prilikom Govora o stanju Unije (State of the Union), prebrojavanja elektorskih glasova na izborima za predsjednika i potpredsjednika SAD-a, te u slučajevima izjednačenog glasovanja.

## Ovlasti
Senat, prema Ustavu, ima nekoliko isključivih ovlasti:
- ratifikacija međunarodnih ugovora,
- potvrđivanje svih imenovanja dužnosnika predsjednika SAD-a, npr.: veleposlanika, sudaca saveznih sudova, kao i sudaca Vrhovnog suda, te potvrđivanje članova Kabineta,
- odlučivanje o opozivu Predsjednika i drugih saveznih dužnosnika (impeachment).

Posebnost je i da Senat ima pravo zakonodavne inicijative u svim segmentima, osim u pitanju proračuna. Jedino Dom predstavnika predlaže proračun kojeg Senat mora odobriti.
U svim drugim slučajevima, Senat odlučuje ravnopravno s Domom predstavnika.

## Vanjske poveznice
- Službene stranice Senata Sjedinjenih Američkih Država